# Bazlama
Le bazlama est un pain monocouche, plat, circulaire et levé, de couleur jaune crème, que l'on trouve en Turquie. Il a une épaisseur moyenne de 2 cm et des diamètres allant de 10 à 25 cm.
Ce pain plat populaire est fabriqué à partir de farine de blé, d'eau, de sel et de levure. Après avoir été mélangés et avoir fermenté pendant deux à trois heures, les morceaux de pâte de 200 à 250 grammes sont divisés, arrondis, aplatis à l'épaisseur désirée et cuits sur une surface chaude. Pendant la cuisson, le pain est retourné pour cuire l'autre côté. Après la cuisson, il est généralement consommé frais. La durée de conservation du bazlama varie de quelques heures à quelques jours, selon les conditions de stockage.